# ستيفن دوق-ماكينا
ستيفن دوق-ماكينا (بالإنجليزية: Stephen Duke-McKenna)‏ هو لاعب كرة قدم بريطاني في مركز الدفاع، ولد في 17 أغسطس 2000 في ليفربول في المملكة المتحدة. لعب مع نادي إيفرتون.

## وصلات خارجية
- ستيفن دوق-ماكينا على موقع قاعدة بيانات كرة القدم.إي يو (الإنجليزية)
- ستيفن دوق-ماكينا على موقع ناشيونال فوتبول تيمز (الإنجليزية)
- ستيفن دوق-ماكينا على موقع Soccerway.com (الإنجليزية)
- ستيفن دوق-ماكينا على موقع عالم كرة القدم.نت (الإنجليزية)